# 三井有明鉱火災事故
三井有明鉱火災事故（みついありあけこうかさいじこ）は、1984年（昭和59年）1月18日、福岡県三池郡高田町（現・みやま市）の三井三池炭鉱有明鉱において発生した坑内火災である。死者83人、負傷者13名。翌年の三菱南大夕張炭鉱（北海道）爆発事故とともに、日本における最後期の大規模な坑内火災災害となった。

## 事件概要
三井三池炭鉱有明鉱の坑口から2.5キロ入った斜坑で火災が発生した。当初、1月18日1時50分に火災の第一報が入ったと報道されたが、実際には1時35分に火元と思われるベルトコンベヤーで火災が発生していた。会社は事故の報告を受けたにもかかわらず、退避命令ではなく消火命令を出した。しかし、完全な消火はできず、2時5分に退避命令を出した。出火場所のベルトコンベヤーはたびたび煙や火花を出していたという。この火災による死者は83名、負傷者13名を数えた。日本一の保安設備を誇り、日本一安全な炭鉱と言われていたため、関係者の事故のショックは大きかった。
政府の事故調査委員会は、石炭運搬用ベルトコンベヤーに積もった炭じんがローラーなどの摩擦熱で引火したとしたものとして、会社側の保安対策の落ち度を指摘した。事件後の調査で、日本一の保安設備を謳いながら、散水装置のコックは締められ、火災予防装置や煙探知機が十分に設置されていなかったと判明した。

## 裁判
事故後、会社関係者は業務上過失致死傷などの疑いで書類送検されたが、福岡地裁は嫌疑不十分による不起訴処分とした。会社側の責任を問う裁判が不起訴となったため、会社側の責任はあいまいになった。遺族による訴訟も、企業責任は明確にされないまま、1989年に和解した。